# Dasypoda spinigera
Dasypoda spinigera is een vliesvleugelig insect uit de familie Melittidae. De wetenschappelijke naam van de soort is voor het eerst geldig gepubliceerd in 1905 door Kohl.